# Râul Ulvi
Râul Ulvi este un curs de apă, afluent al râului Rovina. 

## Hărți
- Harta munții Apuseni